# Історія Петра I
«Історія Петра I» — незавершена історична праця, підготовчий текст російського письменника О. С. Пушкіна, в якому подано хронологію подій часу правління Петра I. Пушкін планував на її підставі написати «Історію Петра I» і сподівався закінчити роботу над нею протягом шести місяців, або максимум — року. Однак задум його залишився нездійсненим. Після смерті Пушкіна «Історія Петра I» була заборонена Миколою I, потім її рукопис був загублений і знайдений в 1917 році. Початок рукопису і деякі його уривки публікувалися П. В. Анненковим в 1855—1857 і 1880 роках. Уривок, що становив більшу частину тексту, побачив світ в 1938 році, будучи включений у велике академічне видання творів Пушкіна. Повністю текст був опублікований в 1950 році у «Віснику Академії наук СРСР».

## Передісторія
Думка про написання «Історії Петра I» у Пушкіна виникла в другій половині 1820-х років. У щоденниковому записі від вересня 1827 року О. М. Вульф наводить його слова з приводу того, що він напише історію Петра I. Через рік ним була написана поема «Полтава», в якій поет звернувся до образу Петра I.
У липні 1831 року Пушкін звернувся до Миколи I з проханням про дозвіл зайнятися історичними дослідженнями в державних архівах і бібліотеках з метою написати історію Петра I і його спадкоємців до Петра III. З листа Пушкіна П. В. Нащокіну від 21 липня 1831 року відомо, що дозвіл царя було отримано, і що наступної зими Пушкін планував почати роботу в архівах. Наступного дня Пушкін писав П. О. Плетньову те, що імператор відкрив йому архіви для того, щоб він там копирсався. 23 липня в канцелярії III Відділення було оголошено про те, що Пушкін зарахований до Колегії закордонних справ, в якій зберігалися матеріали про Петра I. 20 серпня 1831 року О. М. Сомов в листі з Петербурга повідомив М. О. Максимовичу те, що Пушкін є історіографом Петра I, зарахований до Колегії іноземних справ і допущений до архівів. Там же він згадав П. П. Свиньїна — опонента Пушкіна, який дванадцять років працював над історією Петра I. 16 вересня О. І. Тургенєв писав В. А. Жуковському те, що Пушкіну потрібен журнал шотландця П. Гордона, який служив при Петрі I. У листі О. Я. Булгаков від 19 вересня писав братові те, що якщо це правда, нехай він займе місце М. М. Карамзіна і висловив думку з приводу того, щоб робив корисну справу, а не писав вірші. У грудні 1831 року поет М. М. Язиков писав своєму брату: «Пушкін тільки і говорить, що про Петра… Він багато, мовляв, зібрав і ще збере нових відомостей для своєї історії, відкрив, зрозумів, висвітлив та інше…». 21 грудня М. П. Погодін у листі до С. П. Шевирьова, який жив тоді в Римі, говорив про те, що Пушкін не в настрої через те, що проект про написання «Історії Петра I», ймовірно, не затверджений.. 24 грудня Пушкін виїхав з Москви.
З початку 1832 року Пушкін поєднував роботу з друкованими джерелами і вивчення архівних документів. Міністр Державного архіву К. В. Нессельроде згодом сказав О. Х. Бенкендорфу про те, що йому була відведена спеціальна кімната, де б він займався читанням і виписуванням подій до царювання Петра I. 12 січня він просив Миколу I відкрити Пушкіну доступ до секретних паперів його правління. За розпорядженням царя, подібні історичні документи повинні були видаватися Пушкіну під контролем Д. М. Блудова, який відав секретними архівними справами. Джерела відносилися до прихованих тоді політичних подій історії петровського і післяпетровського часу. У березні через Бенкендорфа Пушкін звернувся до імператора з проханням про дозвіл розглянути куплену Катериною II бібліотеку Вольтера, що знаходиться в Ермітажі. В її складі перебували рідкісні книги і рукописи, які діставалися йому в період роботи над «Історією Росії в царювання Петра Великого». Незважаючи на те, що доступ до бібліотеки Вольтера за царювання Миколи I був суворо заборонений, для Пушкіна було зроблено виняток. Після цього він отримав можливість ознайомитися із зібраними Вольтером історичними матеріалами, що становлять 5 рукописних томів (збереглися до нашого часу). 8 грудня 1832 року П. О. Плетньов в листі до В. А. Жуковського повідомив про те, що Пушкін шукає матеріали по «Історії Петра I». Також він писав те, що він, мабуть, на їх основі задумав написати ще й роман.

## Історія створення
Свою роботу над «Історією Петра I» О. С. Пушкін почав в кінці 1834 року, продовжуючи разом з тим «Історію Пугачова» і «Капітанську дочку». У лютому 1833 року під час балу відбулася розмова Миколи I з ним з приводу його праці, під час якої Пушкін просив дозволу залучити до роботи історика М. П. Погодіна, тому що робота була б не скоро закінчена. Перш ніж взятися за свою працю, автор восени 1833 року зустрівся з В. І. Далем. За спогадами останнього, Пушкін говорив про те, що треба освоїтися з історією і постійно нею займатися. На початку квітня 1834 року з Петербурга Пушкін відповідав Погодіну про те, що до написання тексту приступає зі страхом і хвилюванням, як він до історичної кафедри. У травні поет писав дружині, що продовжує займатися Петром I, приводить документи і матеріали в порядок (вони не збереглися). 11 червня поет повідомив їй про готовність надрукувати перший том до зими. Згодом він був змушений відмовитися від початкової ідеї публікації кожного тому по мірі готовності. Пушкін вирішив спочатку створити підготовчий текст, який цілком охоплював події від народження до смерті Петра.
Початковий текст був написаний в період з січня по грудень 1835 року в його основу було покладено вивчення багатотомного зводу історичних матеріалів І. І. Голіковим під назвою «Діяння Петра Великого», виданого в кінці XVIII століття. Вони були зібрані з достовірних, неопублікованих і заборонених джерел і розташовані в хронологічному порядку. 23 лютого в Петербург приїхав М. П. Погодін, і після розмови з Пушкіним він 11 березня писав в Москву редакції журналу «Московський спостерігач» про те, що Пушкін займається в джерелах «Історією Петра I». Восени 1835 року в заочному змаганні за написання «Історії Петра I» бере участь М. О. Полевой. У своєму листі він повідомляв, що нічого не знає про роботу Пушкіна над «Історією Петра I». 26 жовтня в Москву прибув Микола I разом з О. Х. Бенкендорфом. 15 грудня 1835 року підготовчий текст «Історії Петра I» був закінчений. До цього 6 грудня О. С. Павлищева писала чоловікові про те, що Пушкін збирається їхати в Москву на два або більше місяців. У травні 1836 року він приїхав туди з метою продовжувати роботу в архівах протягом наступних шести місяців. П. Я. Чаадаєв 25 травня писав О. І. Тургенєву про те, що Пушкін дуже зайнятий Петром I. В кінці грудня поет повідомив, що ця робота забирає у нього багато часу. Вивчати матеріали про діяльність Петра I він продовжував до своєї смерті.
У розмові з перекладачем щоденника П. Гордона і чиновником Д. Є. Кьолером Пушкін зізнався, що планує написати «Історію Петра I» за півроку або рік, а потім виправляти за документами. Робота над «Історією Петра I» була в останні роки життя поета, за свідченням сучасників, найважливішою працею. Збереглися спогади Погодіна, який знав про неї від самого Пушкіна: «В останні роки… Петро Великий займав всю його увагу. З ретельністю перечитав він всі документи, що стосуються життя великого нашого перетворювача, всі твори про нього писані». У своєму щоденнику від 21 січня 1837 року О. В. Нікітенко писав про зустріч Пушкіна з П. О. Плетньовим за тиждень до смерті. Пушкін казав Плетньову, що «Історія Петра I» поки що не буде видана, тому що цензура не дозволить. За свідченням О. М. Вульфа, Пушкін вважав, що за дуель буде покараний новим засланням в Михайлівське, де на волі зможе працювати над історією Петра. Перед самою дуеллю — 25 і 26 січня, О. І. Тургенєв розбирав разом з ним європейські архівні документи і донесення французьких послів при дворі імператора і його наступників. 29 січня 1837 року автор «Історії Петра I» помер.
О. С. Пушкін черпав відомості для своєї «Історії Петра I» із твору сербського автора З. С. Орфеліна «Житіє і славні справи государя імператора Петра Великого». Не знаючи імені автора, Пушкін називав його просто «венеціанським істориком».

## Критика
Після смерті Пушкіна В. А. Жуковський зробив спробу опублікувати його працю. Микола I, після ознайомлення з рукописом, заборонив публікацію. Причиною цього стало те, що в своїй праці Пушкін, з великою для того часу сміливістю, дозволив собі висвітлити не тільки позитивні, але і негативні сторони особистості Петра I. М. П. Романов, брат імператора, стверджував у грудні 1836 року що Пушкін недооцінює імператора, що його точка зору помилкова і що він розглядає його більше як сильну людину, ніж як творчого генія. Друзі поета, прагнучи, щоб його праця побачила світ, вирішили прибрати з неї все, що могло бути визнано царем непридатним для друку. Справжній рукопис Пушкіна, що склав після зшивання його листів тридцять один зошит, був переписаний.
Копія в 6 рукописних томах була передана відставному цензору К. С. Сербіновичу, який володів деякою історичною підготовкою і розбирався в Державному архіві справами петровського часу. Він не обмежився вилученням з пушкінського рукопису окремих виразів, які різко характеризували Петра I. Існує версія, ніби він спотворив, або виключив з неї рядки, в які увійшла історична концепція Пушкіна, що не приймається самодержавством. Зазначені ним місця були переписані у вільний реєстр і проти кожної виписки були помічені зауваження про виключення вилучених цензурою рядків. В останньому випадку Сербінович пропонував нову редакцію, яка надавала більш прийнятний вид історичним судженням Пушкіна про Петра I.

## Публікація
Після розгляду рукопису в 1840 році офіційною цензурою, яка зробила ще деякі поправки, він був дозволений до друку. Проте видавця для чорнового варіанту не знайшлося, і опіка, заснована над дітьми і майном Пушкіна, повернула рукопис Н. М. Пушкіній. Критик В. Г. Бєлінський писав, що в рукописі залишаються ще матеріали до історії Петра I, і невідомо, коли російська публіка дочекається його. У 1855—1857 роках П. В. Анненков опублікував в зібранні творів Пушкіна початок його історичної праці під назвою «Матеріали для першого розділу історії Петра Великого», від народження Петра до моменту початку його одноосібного царювання. У Матеріалах для біографії Пушкіна Анненков надрукував ще два уривки, що стосуються заснування Петербурга і смерті імператора. Він супроводжував їх коментарем, де зазначив, що уривки представляють собою лише начерки, програму нездійсненого задуму.
Згодом Анненков надрукував у «Віснику Європи» статтю, в якій навів ряд місць, вилучених в 1840 році з «Історії Петра I» цензурою і скопійованих за його вказівкою (завдяки цьому вони збереглися до наших днів).
Як до матеріалу, що не знайшов свого видавця, інтерес до рукопису був втрачений. «Історія Петра» разом з книгами з бібліотеки Пушкіна зберігалася в підвальних приміщеннях казарм Кінно-Гвардійського полку, яким командував П. Ланськой, другий чоловік Наталії Миколаївни. Згодом ящики з книгами і рукописом були перевезені в маєток Іванівське Бронницького повіту. Коли син Пушкіна, Олександр, в 1866 році частину своїх речей перевіз в садибу при станції Лопасня. Перед вивезенням звідти бібліотеки в 1890 році (знову в Іванівське) книги стали провітрювати і перепаковувати. Через неуважність ящик, в якому зберігався рукопис «Історії Петра I», був залишений. Він був випадково виявлений там же влітку 1917 року Н. І. Гончаровою, племінницею Н. М. Гончарової-Пушкіної. Крім рукопису «Історії Петра» в ящику зберігалися сімейні документи Пушкіних. З'ясувалося, що прислуга використовувала папери з ящика для господарських потреб. Григорій Пушкін (онук поета), який тоді ж перебував в Лопасні, впізнав почерк діда. З 31-го пушкінських зошитів вціліло 22, а з шести томів цензурної копії — три.
Рукопис за 1703 рік відомий з публікації Анненкова (1855). Збереглися писарські копії записів за другу половину 1709, 1717 і 1718 років. Частина, що залишилася, яка охоплює періоди з 1690—1694 по 1719—1721 роки не збереглася. У 1950 році в Центральному Державному історичному архіві був виявлений цензурний реєстр Сербіновича, що дозволяє уточнити в цьому виданні наступні рядки: «Гідна подиву різниця між державними установами Петра Великого і тимчасовими його указами…». Крім того, туди були включені 2 коротких зауваження автора, які мають значення для розуміння його історичної концепції. Остаточно повість «Історія Петра I» була опублікована того ж року у «Віснику Академії наук СРСР».

## Вплив на культуру
«Історія Петра I» О. С. Пушкіна увійшла в літературу не тільки як твір передової епохи, але й стала новим словом у розвитку «художньої історії». П. О. Плетньов, друг поета, зауважив, що його праця представляє не тільки історичну, але й «художню правду». За словами Бєлінського, Пушкін задумав передати «справи і образ» Петра I; підготовчий текст, незважаючи на свою незавершеність, дає можливість судити про його образ. Разом з цим автор висловив своє художнє рішення — розкриття протиріччя, яке яскраво виявляється в перетвореннях царя. Розкриваючи діалектично це протиріччя, Пушкін показує характер Петра I соціальним чином. Текст «Історії Петра I» має неоднакову структуру. Місцями, серед допоміжних текстів, простий читач може побачити сторінки чудової авторської прози. Існує версія, що вони призначалися для перенесення в остаточний текст твору. Оцінюючи його перетворення, автор у своїй незакінченій статті 1834 року писав про те, що імператор «дав занадто крутий оберт величезним колесам держави». 19 жовтня 1836 року Пушкін писав П. Я. Чаадаєву, що незважаючи на варварські заходи Петра I по відношенню до суспільства, Росія значно просунулася у своєму розвитку (через те, що в його «Філософському листі» відбилося нерозуміння історичного минулого).

## «Історія Петра I» очима сучасників
П. А. Вяземський, друг і сучасник Пушкіна, характеризував «Історію Петра I» так: «У Пушкіна є правильне розуміння історії… приладдям розуму його були: ясність, проникливість і тверезість. Він не писав би картин за міркою і обсягом рам, заздалегідь виготовлених, як то часто роблять новітні історики для зручного вкладення в них подій та осіб, які мають бути зображені…». Задум Пушкіна був ясний. Він зібрав, вивчив і попередньо обробив величезний історичний матеріал. О. І. Тургенєв, шкодуючи про те, що Пушкін не встиг завершити свою роботу, писав: «Він… знав і відшукав у невідомості багато-чого, чого інші не помітили. Розмова його була повна… цікавих вказівок на примітні пункти і на характеристичні риси нашої історії». Пушкін, кажучи про трагедію «Борис Годунов», прагнув «впровадити в драматичні форми одну з найдраматичніших епох новітньої історії». В «Історії Петра I» відбилися реалізм його історичного мислення і нове реалістичне мистецтво, яке глибоко розкриває дійсність.

## Дослідження Павла Попова
П. С. Попов у своїй статті пише про те, що всього у Пушкіна був 31 зошит з «Історії Петра I», частина з яких втрачена. Зіставивши його замітки з уривками праці Голікова «Діяння Петра I», він зробив висновок про те, що Пушкін ніяких матеріалів про діяльність Петра I не збирав і повністю наслідував його прикладу. Автор, цитуючи лист до М. О. Корфа від 14 жовтня 1836 року підкреслює, що Пушкін не був знайомий з книгами про Петра I, і що він перебував на підготовчій стадії праці. Попов вважав, що він, використовуючи працю Голікова, в своїх виписках і конспектах писав власні судження про Петра I і його реформи. У 1822 році в «Історичних зауваженнях» поет визнавав його діяльність і самодержавство прогресивним, а в Михайлівському в листах до О. Бестужева та Рилєєва — нові погляди, які розвивалися в подальшому. Після 14 грудня 1825 року оцінка Пушкіним особистості імператора змінилася. З одного боку, Петро I був для нього творцем великої «північної держави», а з іншого — «руйнівником» і соціальна сутність його реформи була неприйнятною. Історик М. П. Погодін, на відміну від Пушкіна, вважав Петра «людським богом», повністю приймав його, засуджуючи тільки те, що він «почав переробляти на іноземний манер». Там же Попов вказував на те, що Пушкін в своїй праці ставився до царевича Олексія позитивно, вживши епітет «нещасний». О. Шебунін в своїй статті це заперечує і наводить слова з тексту Пушкіна: «забобонні мами і приставлені провідники робили його супроти батька… навчаючи його, вони з текстів виводили „політичні висновки“». Також він зауважив ще той факт, що коли Петро I дізнався про це і зайнявся його вихованням, Олексій весь час прикидався. Ще одним недоліком в статті Попова є те, що він ігнорує записи Пушкіна про припинення Петром I корчемства, таємного провозу і злодійства в сольних промислах і про укладення мирного договору зі Швецією.

## «Історія Петра I» сьогодні
Публікація «Історії Петра I» дала початок філософсько-політичній дискусії щодо позиції О. С. Пушкіна з питання історичної долі Росії. Вона не збігалася ні з поглядами П. Я. Чаадаєва, ні з поглядами слов'янофілів. Зрозуміти філософсько-історичні погляди поета на діяльність Петра I допомогли різні джерела, серед яких були: збірки листів, записок, спогади самого письменника і його сучасників, дослідження А. І. Гессена, А. М. Гордіна, Л. П. Гроссмана та інших. Н. Я. Ейдельман в своїх працях торкнувся питання боротьби «моральної лінії» і історизму в поглядах Пушкіна. У книзі А. І. Гессена «Останній рік життя Пушкіна» представлені документи і спогади сучасників, які допомагають виявити історичні та філософські погляди поета в роботі над «Історією Петра I». Деякі пушкіністи, зокрема Б. В. Томашевський і М. М. Скатов, проаналізували погляди Пушкіна на історію і державний устрій. У працях літературознавця С. М. Петрова, філософа Г. М. Волкова, істориків О. В. Волобуєва і М. В. Нєчкіної були закладені основи досліджень про його погляди, які суміщають історичний, філософський, літературознавчий, художньо-естетичний, культурологічний і лінгвістичний аспекти. В даний час доведено, що праця «Історія Петра I» є продуктом філософсько-ідеологічного роздуми Пушкіна про шляхи Росії, про «російської ідеї». Його погляди на історію російської державності інтерпретуються як і літературні, так і філософсько-історичні та культурфілософські.

## Образ Петра I
У незакінченій статті 1834 року (історична частина якої була тісно пов'язана з його працею над «Історією Петра I») Пушкін писав, що і в попереднє століття царі і бояри згодні були зв'язати Росію з Європою. Після приходу Петра I до влади перетворення, вчинені ним, визнавалися поетом підготовленими попереднім історичним розвитком. Вже на самому початку свого твору він відзначав перешкоди, які ставилися Росії західноєвропейськими державами, що прагнули перешкодити її зміцненню. Після початку війни зі Швецією вирішувалося питання про її державне існування. У підготовчому тексті Пушкін підкреслював, що у відповідь на мирні пропозиції Петра I (за півтора року до Полтавської битви) шведські міністри оголосили намір короля повалити Петра з престолу, знищити регулярне російське військо і розділити Росію на малі князівства. У вірші «Бенкет Петра I», написаному в 1835 році, поет сказав, що Полтавською перемогою він врятував свою державу. У першому виданні «Полтави» автор зауважив роль Полтавської битви як успіху і необхідністі перетворення. У той же час в статті Пушкін писав про крутий і кривавий переворот, здійснений його потужним самодержавством. Він називав це «революцією»; в своїх історичних замітках, що відносяться до початку 1830-х років, автор писав, що Петро I є Робесп'єром і Наполеоном I, і таким чином ділив його царювання на 2 періоди. Оцінюючи в підготовчому тексті один з указів, виданого ним в 1719 році, Пушкін характеризує це як розсудливий крок. У той же час Петро I, на його думку, застосовував нові засоби недостатньо послідовно, тому що поряд з ними продовжував застосовувати як і раніше засоби, що відрізнялися великою «домішкою самовладдя». У листі до Чаадаєва 19 жовтня 1836 Пушкін підкреслив, що до правління Катерини II наступні правителі продовжували справу Петра, замість того щоб зміцнити державу. Там же він пояснив, проти кого був спрямований указ «Табелі про ранги». Автор вважав, що завдяки цьому і скасуванню патріаршества Петро I знищив дворянство (спадкову земельну аристократію) і духовенство. Порівнюючи цей переворот з французькою революцією 1789—1793 років, Пушкін вважав, що дворянство є противагою необмеженій владі самодержавства. Вивчаючи епоху Петра I і повстання Пугачова, Пушкін прийшов до соціалістичного розуміння історичного процесу. Крім того, він багато уваги приділив селянству (тема «Петро і народ»). Намагаючись зрозуміти, ким насправді був Петро I, Пушкін у своїй чернетці від 1822 року назвав його і «деспотом», і «великою людиною». Потім вже в процесі праці він зазначив, що Петро I був «сильною людиною», «велетнем». Оцінюючи ставлення Пушкіна до цього явища, сучасна наука говорить, що воно є класовою, експлуататорською сутністю поміщицької «петровської» держави. Ф. Енгельс у своїх працях називав імператора великою людиною, підкреслюючи його заслуги у зовнішній політиці. К. Маркс в роботі «Секретна дипломатія XVIII століття» зазначив, що Росія після повернення Прибалтики опанувала тим, що було необхідне для її подальшого розвитку. У той же час Енгельс підкреслював, що в правління Петра I продовжувало розвиватися кріпосне право (поміщики отримували право гнобити до себе селян, і це викликало у населення невдоволення).